# Флавій Евтолмій Татіан
Флавій Евтолмій Татіан (*Flavius Eutolmius Tatianus, д/н —після 392) — державний діяч Римської імперії.

## Життєпис
Походив зі знатного лікійського роду. Син Антонія Татіана, презида Карії в 360—364 роках, Евтолмії (представниці знатно грекосирійського роду, пов 'язаного з антіохійським родом Арсеніїв).
Народився в Сідимі (Лікія). Здобув класичну грецьку освіту, виховувався у поганському дусі. Близько 357 року стає адвокатом, а потім послідовно асесором презида, вікарія, проконсула і префекта.
У першій половині 360-х років обіймав посаду презида Фіваїди. У 367—370 роках був префектом Єгипту. Під час каденції сумлінно виконував накази імператора Валента про гоніння на католиків і підтримки аріан. 370 року призначається консуляром консуляра Сирії і комітом Сходу. Лібаній в своїй промові вихваляє його за збагачення сирійської столиці Антіохії, але в той же час докоряє за практикування прочуханки злочинців до смерті.
У 374—380 роках стає комітом священних щедрот (очільником державної скарбниці). За імператора Феодосія I пішов у відставку. Протягом наступних 8 років Татіан вів приватне життя в Лікії.
16 червня 388 року перед походом узурпатора Магна Максима імператор призначив Татіана преторіанським префектом, а його сина Прокула — міським префектом Константинополя. Від цього періоду збереглося декілька законів, що носять дещо антицерковний характер. Під час каденції Татіан активно просував своїх родичів на керівні пости в провінціях: Флавій Евтолмій Арсеній отримав посаду презида Фіваїди, Антоній Пріск — презида Карії. У Афродисіаді за наказом Татіана були встановлені статуї на честь Гонорія, Аркадія і Валентиніана II. Схожі статуї встановлювалися в містах Сіде (Памфілія), Антінополі (Фіваїда).
У 391 році призначається консулом (разом з Квінтом Аврелієм Сіммахом). 392 року вступив у конфлікт з Флавієм Руфіном, який почав проводити політику знищення впливових сановників. Руфін скористався деякими помилками Татіана в управлінні фінансами, щоб повалити і заарештувати його, ставши його наступником на посту префекта у вересні 392 року. Татиан пізніше був відправлений у вигнання до Лікії, його майно було конфісковано, а статуї з його ім'ям зруйновані. Син Прокул спочатку втік, потім через кілька місяців повернувся, був узятий під варту і в грудні 393 року страчений.

## Родина
- донька
- Прокул, міський префект Константинополя у 388—392 роках